# Czuwanskoje
Czuwanskoje (ros. Чуванское) – wieś w Rosji, w Czukockim Okręgu Autonomicznym, w rejonie anadyrskim. W 2010 liczyła 209 mieszkańców, głównie Czuwańców.